# Колекурти (Мачерата)
Колекурти (итал. Collecurti) насеље је у Италији у округу Мачерата, региону Марке.
Према процени из 2011. у насељу је живело 18 становника. Насеље се налази на надморској висини од 893 м.